# Однорядка
Однорядка — русская верхняя широкая, долгополая до щиколотки, женская и мужская одежда, без воротника, с длинными рукавами, под которыми делались прорехи для рук. Однорядка застегивалась встык, и часто опоясывалась.
Однорядки шились из одного ряда ткани, то есть не имели подкладки. Применялись зуфа, сукно и другие шерстяные ткани; украшались кружевом, нашивками, образцами и золотыми строками. Однорядка играла роль плаща. Её носили осенью и в ненастную погоду, в рукава и внакидку.
В описи платья царя Михаила Фёдоровича упоминаются однорядки чистые и нарядные, у Алексея Михайловича — «две однорядки обинные белые». В 1469 году Иоанн III послал в награду устюжанам однорядки чипские, лунские, новоголские и трекумские.
Однорядки носили как бояре, так и посадские люди.